# Muchova nadace

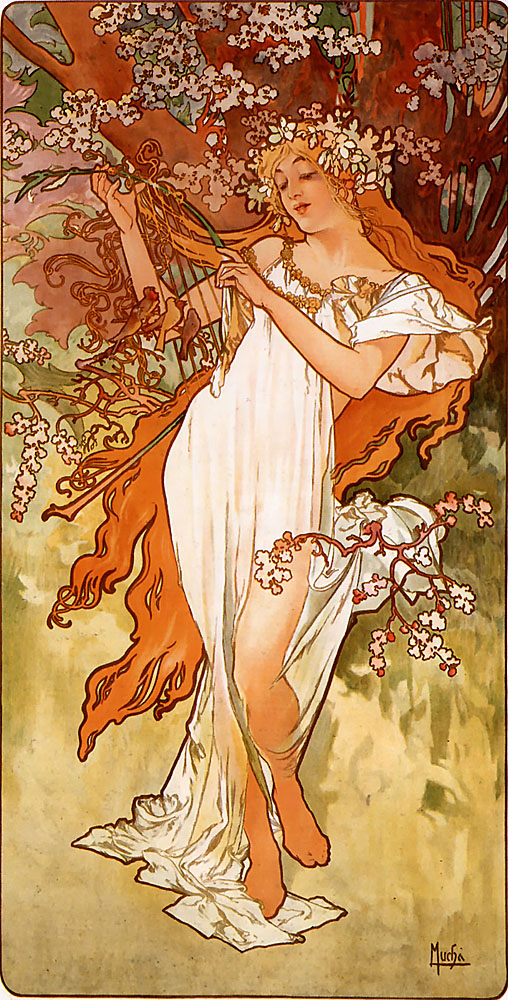
Alfons Mucha – Jaro (1896)

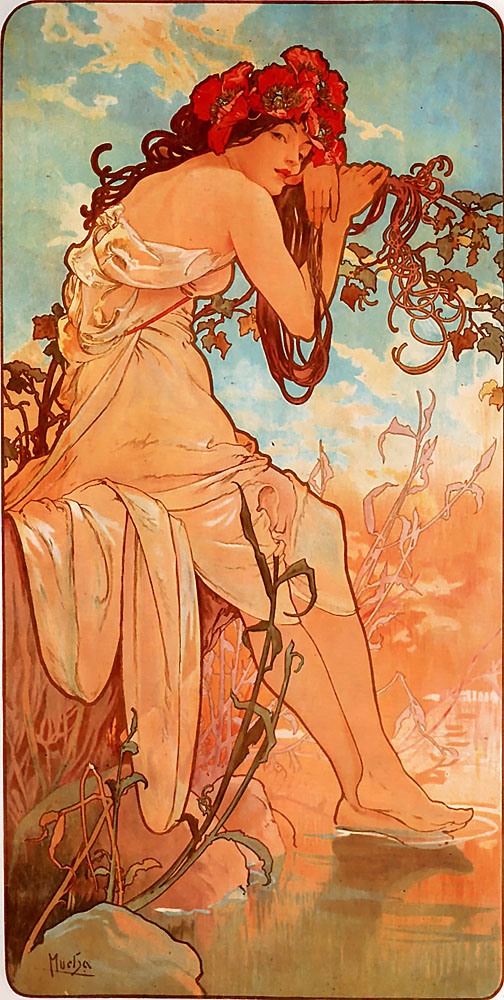
Alfons Mucha – Léto (1896)

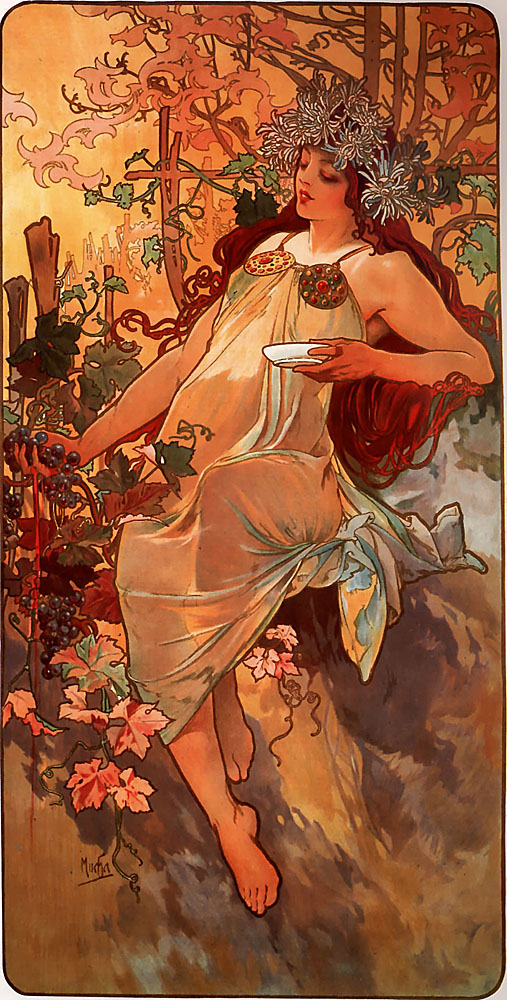
Alfons Mucha – Podzim (1896)

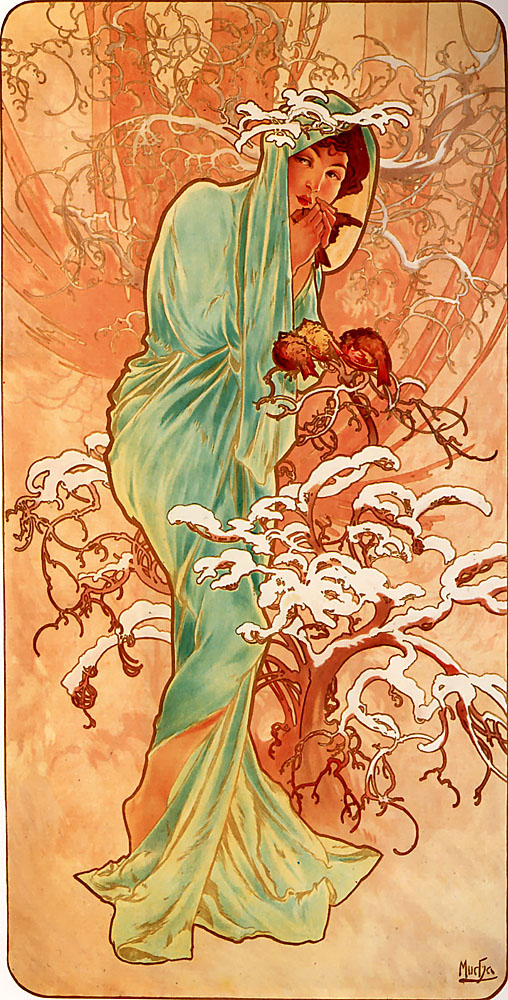
Alfons Mucha – Zima (1896)

Muchova nadace (anglicky Mucha Foundation) je nezávislá, obecně prospěšná společnost s mezinárodní působností založená v roce 1992. Po smrti syna Alfonse Muchy – spisovatele Jiřího Muchy (1915–1991) byla Muchova nadace založena snachou Alfonse Muchy – Geraldine Thomson Muchovou (1917–2012) a vnukem Alfonse Muchy – Johnem Muchou (* 1948).

## Více o Muchově nadaci
Nadace působí ve prospěch Muchovy správní rady (Mucha Trust). Tato správní rada vystupuje právně jako jediný majitel kolekce Muchovy rodiny, což je největší a nejobsáhlejší sbírka veškerých prací Alfonse Muchy na světě. Předsedou správní rady (prezidentem) Muchovy nadace je John Mucha, syn Jiřího Muchy a vnuk Alfonse Muchy.

## Honorární patroni Muchovy nadace
Muchova nadace má honorární patrony, kterými jsou:
- Jeho královská Výsost (HRH) Landgrave Moritz z Hesse,[p 5]
- Lord Gerard Menuhin,
- Ivan Lendl,
- Sir Tom Stoppard a
- Jeho Jasnost (HSH) Karel kníže Schwarzenberg.[p 6]

## Sbírka díla Alfonse Muchy a úkoly Muchovy nadace
Sbírka díla Alfonse Muchy se skládá z litografických prací (hlavně plakátů a dekorativních panelů), olejomaleb, pastelů, kreseb, fotografií, nákresů, soch, knih a šperků, jakož i veškerého intelektuálního majetku souvisejícího se sbírkou. Muchova nadace byla založena s cílem chránit umělecký odkaz Alfonse Muchy, zachovat v celistvosti rodinnou sbírku Alfonse Muchy, zpřístupnit jeho díla veřejnosti a propagovat po celém světě jeho práci především pořádáním výstav a osvětovou činností. Dalším z úkolů Muchovy nadace je zajištění důstojného prostoru pro trvalé umístění a prezentaci Slovanské epopeje a to v Praze, aby tak bylo splněno přání jejího tvůrce – Alfonse Muchy. Muchovu nadaci je možno kontaktovat prostřednictvím Muchova muzea v Praze.

## Výstavy
Od vzniku Muchovy nadace do konce února roku 2020 zorganizovala tato instituce přes sto výstav po celém světě (a zároveň provozuje v Praze stálé Muchovo muzeum). Část výstav je uvedena v následujícím chronologickém výčtu:
- 1993 – Barbican Art Gallery, Londýn[1]
- 1994 – Pražský hrad, Praha[1]
- 1994 – Kunsthalle Krems, Krems / Rakousko[1]
- 1995 – Nadace Mona Bismarck, Paříž[1]
- 1995 – Majoritní retrospektivní turné po Japonsku, putování do deseti měst v průběhu 18 měsíců[1]
- 1997 – Muzeum Calouste Gulbenkian, Lisabon[1]
- 1997 – Muzeum umění a řemesel, Hamburk[1]
- 1997 – Hotel de Ville, Grand-Place, Brusel[1]
- 1998 – Hlavní americké retrospektivní turné zahájené v muzeu umění v San Diegu a následně v průběhu osmnácti měsíců putující do osmi míst v severní Americe[1]
- 1999 – Museum of Foreign Art, Riga[1]
- 2000 – City Art Centre, Edinburgh[1]
- 2001 – Rupertinum Museum, Salcburk[1]
- 2002 – Putovní výstava po Tchaj-wanu – Tchaj-pej, Kao-siung a Tchaj-čung[1][p 7]
- 2003 – Museum Villa Stuck, Mnichov[1]
- 2003 – BR-Han Museum, Berlín[1]
- 2003 – Puškinovo státní muzeum, Moskva[1]
- 2004 – Kunsthal, Rotterdam[1]
- 2010 – Putovní výstava „Apoteóza lásky“ po České republice[4] (Obecní dům v Praze,Kutná Hora, Plzeň, Ostrava a Liberec)[5]
- 2010 / 2011 – Výstava nazvaná „Alfons Mucha“ obsahovala 150 děl z japonské sbírky Doi[p 8] a muzea města Sakai u Ósaky (Japonsko) obohacených o díla (v rámci zápůjčky) z Česka a Francie.[5]